# La Ferté-Beauharnais
La Ferté-Beauharnais é uma comuna francesa na região administrativa do Centro, no departamento Loir-et-Cher. Estende-se por uma área de 2,42 km². Em 2010 a comuna tinha 544 habitantes (densidade: 224,8 hab./km²).